# Campeonato Amapaense 1998
In 1998 werd het 53ste Campeonato Amapaense gespeeld voor voetbalclubs uit de Braziliaanse staat Amapá. De competitie werd gespeeld van 8 april tot 7 juni en werd georganiseerd door de FAF. Aliança werd kampioen.

## Eerste toernooi

### Groep A
| Plaats | Club      | Wed. | W | G | V | Saldo | Ptn. |
| ------ | --------- | ---- | - | - | - | ----- | ---- |
| 1.     | Aliança   | 2    | 1 | 0 | 1 | 5:4   | 3    |
| 2.     | Ypiranga  | 2    | 1 | 0 | 1 | 4:3   | 3    |
| 3.     | São Paulo | 2    | 1 | 0 | 1 | 1:3   | 0    |

|  | Geplaatst voor finale |

### Groep B
| Plaats | Club         | Wed. | W | G | V | Saldo | Ptn. |
| ------ | ------------ | ---- | - | - | - | ----- | ---- |
| 1.     | Amapá        | 2    | 0 | 2 | 0 | 4:4   | 2    |
| 2.     | Santos       | 2    | 0 | 2 | 0 | 4:4   | 2    |
| 3.     | Independente | 2    | 0 | 2 | 0 | 2:2   | 2    |

|  | Play-off Groep B |

Play-off
|                   |       |       |        |  |
| 24 april Play-off | Amapá | 1 – 2 | Santos |  |
| 24 april Play-off |       |       |        |  |

### Finale
|                 |         |       |        |  |
| 26 april Finale | Aliança | 3 – 0 | Santos |  |
| 26 april Finale |         |       |        |  |

## Tweede toernooi

### Groep A
| Plaats | Club      | Wed. | W | G | V | Saldo | Ptn. |
| ------ | --------- | ---- | - | - | - | ----- | ---- |
| 1.     | Ypiranga  | 3    | 2 | 1 | 0 | 3:0   | 7    |
| 2.     | Aliança   | 3    | 1 | 1 | 1 | 3:4   | 4    |
| 3.     | São Paulo | 3    | 1 | 0 | 2 | 2:3   | 3    |

|  | Geplaatst voor finale |

### Groep B
| Plaats | Club         | Wed. | W | G | V | Saldo | Ptn. |
| ------ | ------------ | ---- | - | - | - | ----- | ---- |
| 1.     | Amapá        | 3    | 2 | 1 | 0 | 4:1   | 7    |
| 2.     | Independente | 3    | 1 | 1 | 1 | 3:2   | 4    |
| 3.     | Santos       | 3    | 0 | 0 | 3 | 0:5   | 0    |

|  | Geplaatst voor finale |

### Finale
|               |               |       |       |  |
| 28 mei Finale | Ypiranga      | 1 – 1 | Amapá |  |
| 28 mei Finale |               |       |       |  |
| 28 mei Finale | Strafschoppen |       |       |  |
| 28 mei Finale | 4 - 3         |       |       |  |

## Finaleronde
Amapá plaatste zich ook als beste niet-winnaar.
| Plaats | Club     | Wed. | W | G | V | Saldo | Ptn. |
| ------ | -------- | ---- | - | - | - | ----- | ---- |
| 1.     | Aliança  | 2    | 1 | 1 | 0 | 3:1   | 4    |
| 2.     | Amapá    | 2    | 0 | 2 | 0 | 1:1   | 2    |
| 3.     | Ypiranga | 2    | 0 | 1 | 1 | 0:2   | 1    |

|  | Kampioen |

### Kampioen
| Campeonato Amapaense de 1998 |
| Amapá                        |
| ---------------------------- |
| ALIANÇA Kampioen (1° titel)  |